# Tour de Sauvabelin
La Tour de Sauvabelin est une tour en bois massif située sur les hauts de la ville de Lausanne, achevée le 29 novembre 2003.
Haute de plus de 35 mètres, elle se caractérise par ses 302 marches (151 pour la montée et 151 pour la descente) qui forment une double hélice,,. Les poutres formant les marches sont fixées sur un axe central, ce qui entraîne la séparation de l'escalier de montée et de celui de descente. Tout le bois utilisé provient des forêts de la ville.
Construite par l'Union des sociétés de développement de Lausanne (USDL) sur la butte des réservoirs d'eau potable de Sauvabelin, elle est inaugurée le 29 novembre 2003 et ouverte au public le 15 décembre 2003.
La plateforme supérieure de la tour offre un panorama sur Lausanne, le lac Léman, les Alpes et Préalpes vaudoises et les Alpes françaises.

## La génèse du projet
Le professeur Julius Natterer, alors patron de la chaire de construction en bois de l'EPFL, propose en 1997 d'ériger une tour s'élevant jusqu'au ras des cimes des arbres de Sauvabelin d'où l'on pourrait contempler le paysage à 360 degrés. Un projet qui, par delà son intérêt touristique est aussi un symbole, celui de l'avenir du bois dans une civilisation menacée par la pollution, arrivant au bout de ses ressources d'hydrocarbures, ne sachant plus comment se défaire de ses tonnes de déchets de béton ou de métaux. Pour cela il suggère d'utiliser directement le bois des forêts lausannoise. Le bois rond et l'équarris obtenu à partir de sapin de Douglas - dont certains mourraient sur pied à l'époque - pour l'extérieur, mais aussi des sapins et des épicéas pour l'intérieur. Il estime aussi que seul le bois de construction peut payer l'entretien et le reboisement des forêts.

## Caractéristiques

### Dimensions
- Hauteur totale : 35,20 m[1]
- Hauteur de la plateforme supérieure : 30,20 m
- Altitude de la plateforme supérieure : 700,20 m (soit 328 m au-dessus du lac Léman)
- Fondations : 19 m de diamètre et 40 cm d'épaisseur (en béton)
- Diamètre à la base : 12 m[3]
- Diamètre de la plateforme supérieure : 8 m

### Matériaux de construction
La tour de Sauvabelin pèse 130 tonnes. Elle est constituée de trois essences d'arbres extraites des bois de la ville dans le respect de l'environnement :
- 141 m3 de sapin de Douglas
- 73 m3 d'épicéa
- 8 m3 de mélèze

Ses marches sont constituées par 151 pièces de sapin de Douglas. Son toit est en cuivre.

## Accès et horaires
La tour se trouve à quelques dizaines de mètres au sud du lac de Sauvabelin.
Elle est ouverte de 9 h à 17 h en hiver et de 9 h à 21 h en été.

## Informations diverses
- Près de 200 000 visiteurs y sont montés durant les deux premières années d'exploitation.
- Chaque marche possède une plaque en métal gravée d'un message. C'est cette initiative qui a permis le financement de la construction de la tour de Sauvabelin.
- La course de la tour de Sauvabelin, une course pédestre, voit son arrivée jugée au sommet de la tour[6].

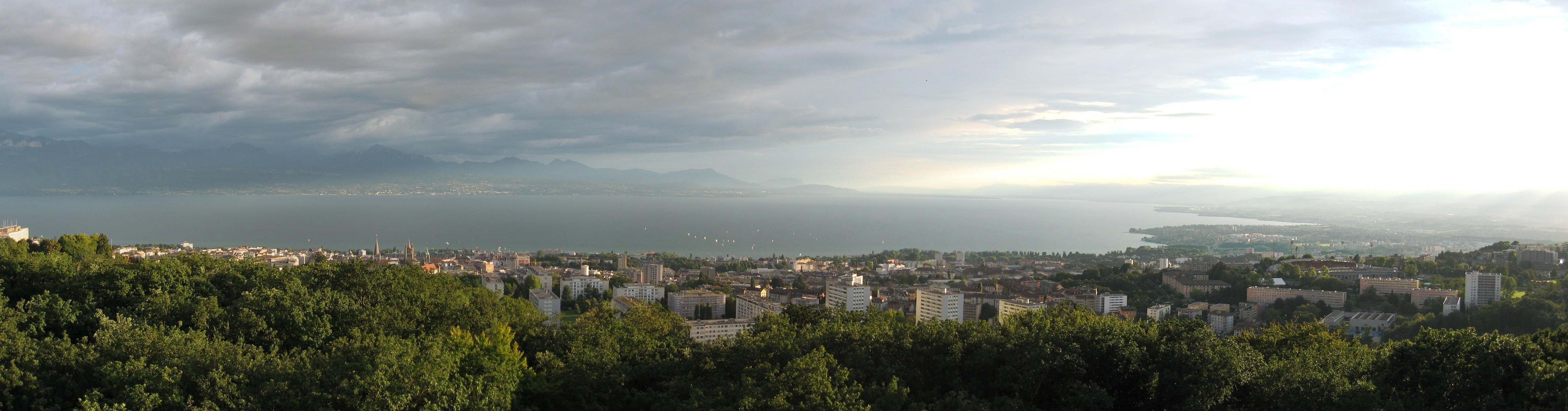
Lausanne et le lac Léman vus depuis la tour de Sauvabelin

## Dans la fiction
- La tour figure dans la conclusion du premier tome de la série Les Enquêtes de Maëlys, « L'Énigme de la Cathédrale de Lausanne », de Christine Pompéï (2013).  (ISBN 9782365080156)
- Elle joue un rôle central et figure sur la couverture du roman La Couronne boréale d'Adrien Bürki, premier volet de La Saga d'Otharasht (2022).  (ISBN 9782940609352)

## Galerie

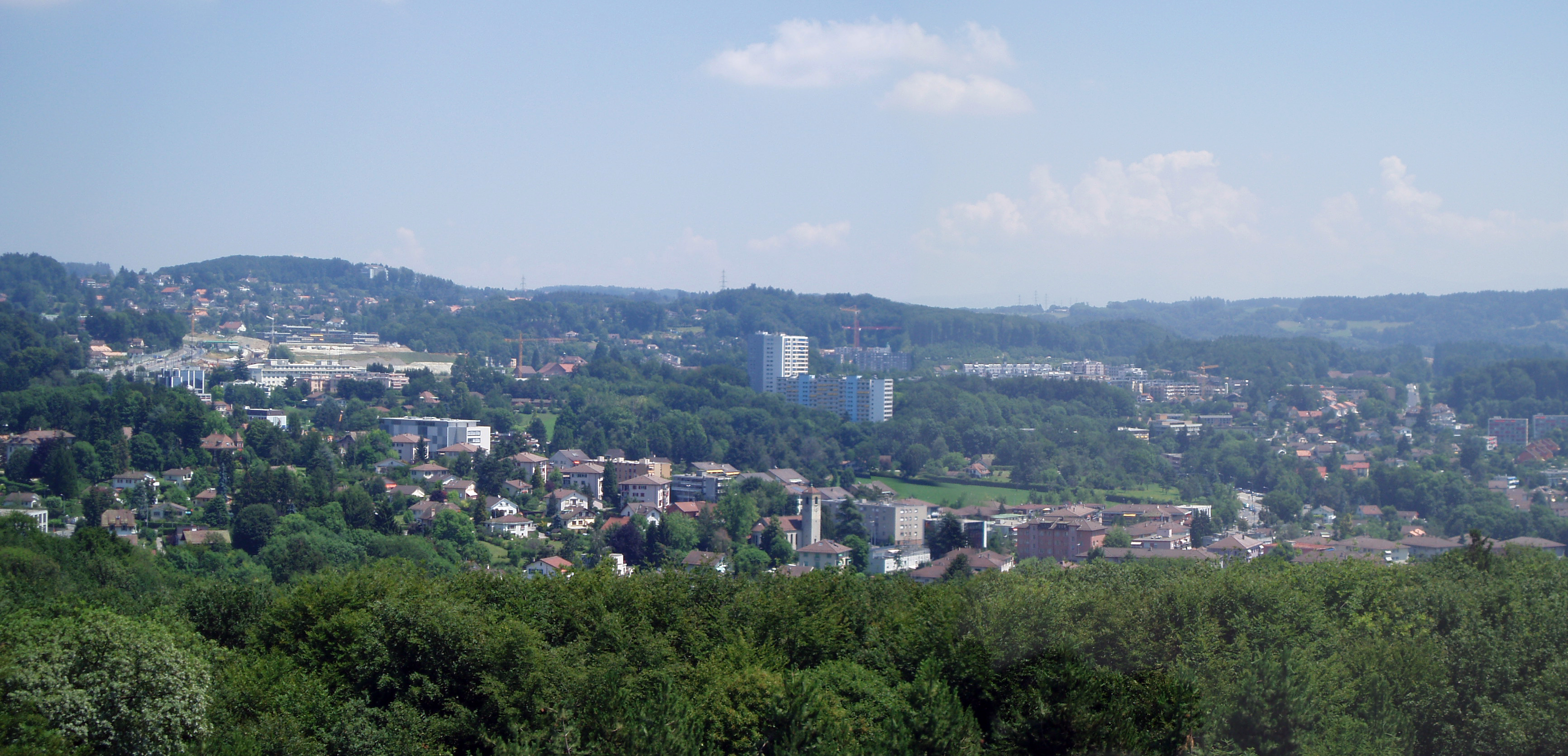
Panorama du nord de Lausanne, vu depuis la tour de Sauvabelin
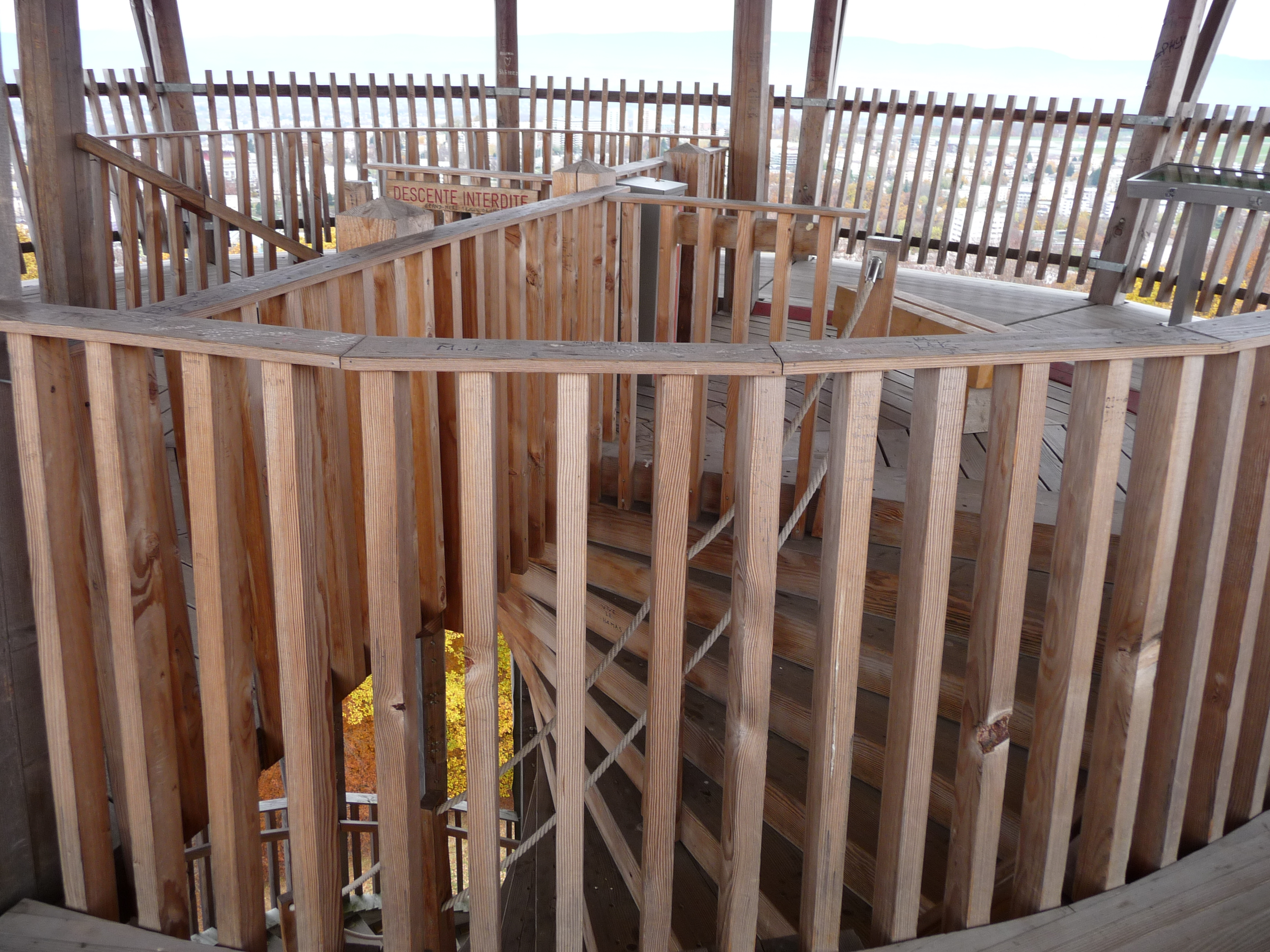
Les escaliers qui montent et descendent
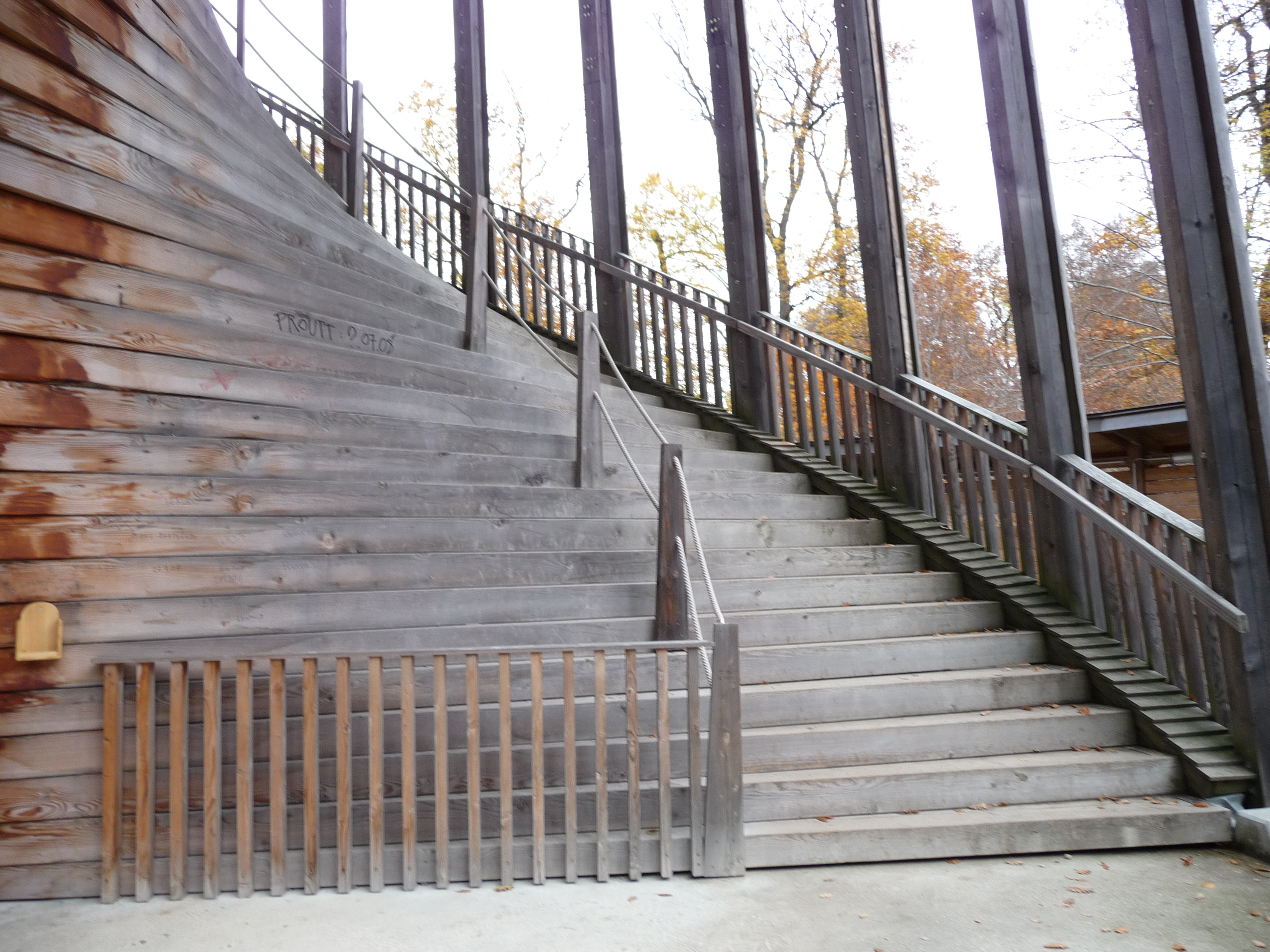
Les escaliers pour monter
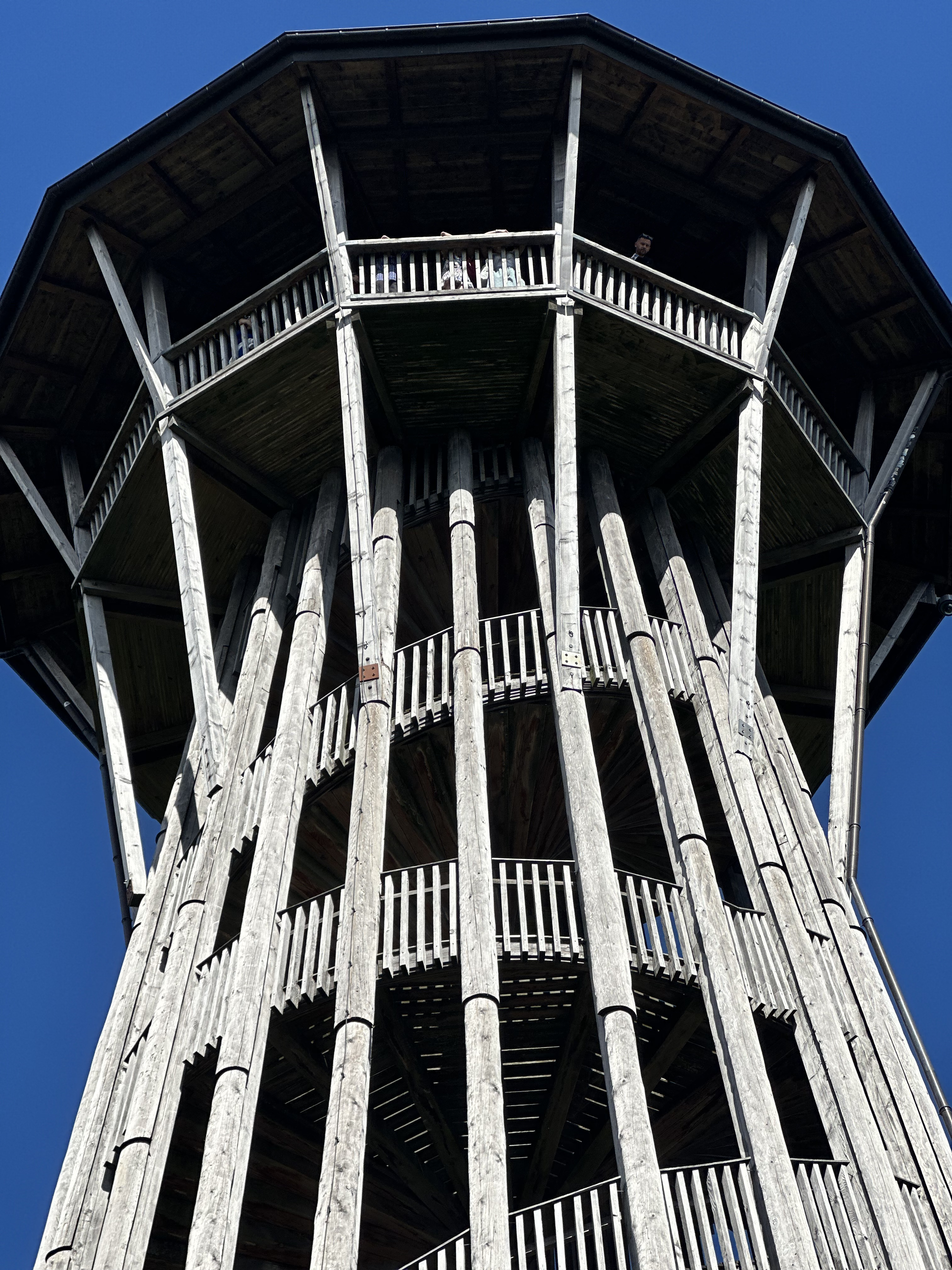
Tour de Sauvabelin rénovée en 2023
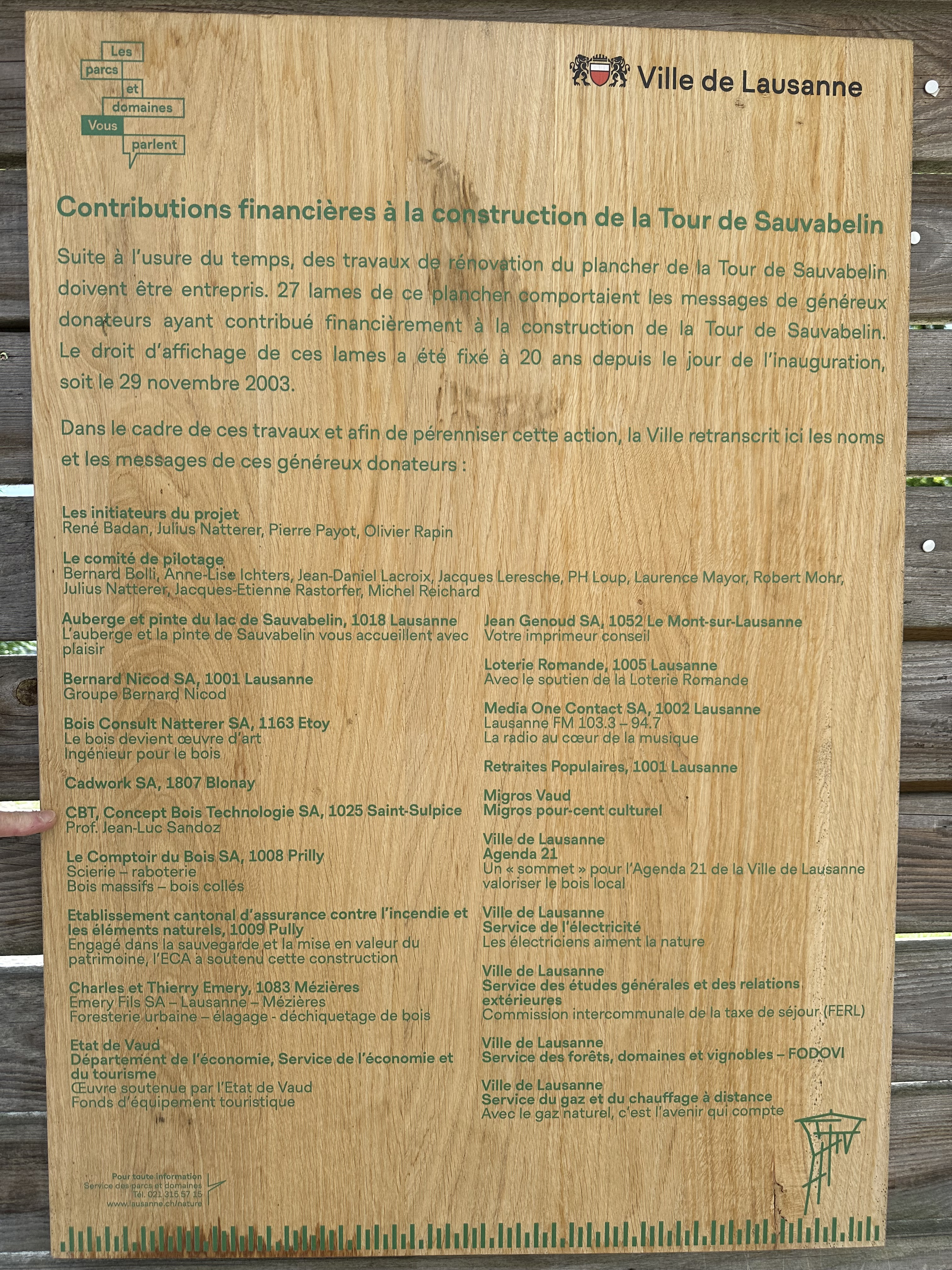
Liste des contributeurs